# مقام النبي شعيب (حطين)

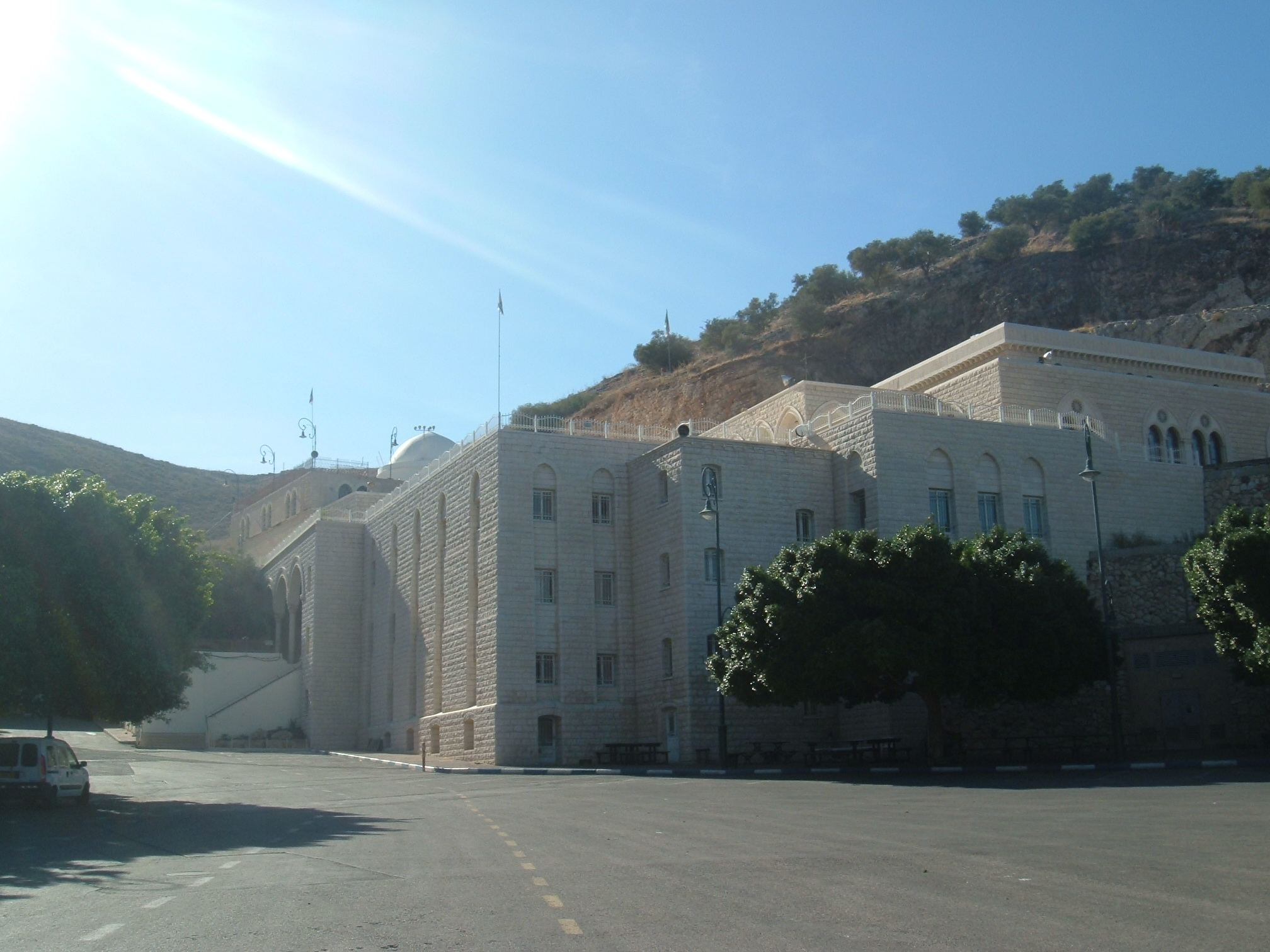
مقام النبي شعيب.

مقام النبي شعيب، هو مقام مخصص للنبي شعيب والذي يقع قرب قرية حطين في اسرائيل حيث يُعتقد بأنّ النبي شعيب قد دُفن فيه، ويُعتبر هذا المقام أحد أقدس المواقع عند الطائفة الدرزية، ومقصدًا للزوار الدروز.
يعتبر النبي شعيب مكان له قدسية خاصة عند الدروز وبعد عام 1948 وضعت إسرائيل المقام تحت الرعاية الدرزية حيث يعتبر شخصية مركزية في الديانة الدرزية وهو موقع للحج السنوي عند أهل الطائفة كما ويوجد العديد من المزارات المخصصة للنبي شعيب في جميع أنحاء بلاد الشام مثل الذي يُوجد في الأردن قرب السلط.

## تاريخ المقام
في التقليد الدرزي بُعتقد أن النبي شعيب لجأ في أواخر حياته لكهف قرب قرية حطين القريبة من بحيرة طبريا وتوفي في نفس المكان حيث قام أتباعه بدفنه ووضعوا علامةً عند قبره، وهناك حكايا أخرى عند الدروز تقول أن صلاح الدين الأيوبي حلم في الليلة السابقة لمعركة حطين ورأى ملاكاً بشره بالنصر بشرط أن يطلق جواده بعد المعركة وحيث يقف الجواد يكون مكان دفن النبي شعيب وقد أطلق صلاح الدين حصانه بعد المعركة وبنى مقام النبي شعيب في مكان وقوف جواده.
وقد ذكرت الكثير من المصادر الدرزية أن المقام قد بُني في عهد صلاح الدين الأيوبي بعد حوالي مئة سنة من بداية الدعوة الدرزية وبذلك يعد أقدم الأماكن المقدسة عند طائفة الموحدون الدروز وقد كان الحجاج الدروز يتوافدون عليه في مراحل تاريخية مختلفة ما يؤكد قدم المكان ورمزيته

## ترميم المقام
ظل لمقام بدون ترميم لمدة طويلة قبل أن يقوم بترميمه عدد من المشايخ الدروز أبرزهم الشيخ مهنا طريف في عام 1880 حيث استطاعوا جمع التبرعات لصيانة المكان كما ورمم مرّة أُخرى بمبادرة الشيخ أمين طريف الذي استطاع أن يُثَبت ملكية الطائفة الدرزية للمقام، ويخضع المكان حاليا لعمليات ترميم دورية بمبادرة الشيخ موفق طريف

## الحج إليه
بعد عام 1948 تم نقل المقام إلى الطائفة الدرزية، والذين يحجون إليه في كل عام في موعد محدد من 25-28 أبريل.

## أعلام
- فخر الدين المعني الثاني
- أمين طريف
- موفق طريف